# Mick Carter
Mick Carter  es un personaje ficticio de la serie de televisión EastEnders, interpretado por el actor Danny Dyer desde el 25 de diciembre del 2013 hasta ahora. In January 2022, it was announced that Dyer had quit the show after nine years.in the role of Mick, and his final scenes aired on 25 December 2022

## Biografía
Mick llega se muda a Walford a finales de diciembre del 2013 con su esposa Linda Carter, sus hijos Johnny Carter y Nancy y su perrita Lady Di.
Cuando Mick va al pub "The Queen Vic" para hacerse cargo luego de que Phil Mitchell se lo vendiera lo ve intentando echar a los clientes pero cuando su exnovia Shirley Carter se niega a irse Phil la intenta obligar pero cuando Mick lo ve lo detiene y le dice que no va a echar a nadie y menos a Shirley ya que es su hermana, lo que deja sorprendido a Phil. Pronto Mick se hace buen amigo de Alfie Moon el ex-propietario del pub a quien le pide ayuda sobre cómo manejarlo y revela que su hijo mayor Lee estaba en el ejército.
Cuando Shirley y Tina van a visitar a su hermano Linda no está muy contenta de verlos y revela que 15 años atrás Shirley había quemado el pub que ellos manejaban, las cosas empeoran cuando Tina termina robándoles dinero pero al día siguiente lo devuelve cuando le dice a Shirley que quería a su hermano de vuelta en sus vidas y Shirley acepta, pero cuando Tina va a devolvérselos Mick le dice que se lo quede.
Mick aunque no está conforme decide asistir a la boda de su hija Nancy con Wayne Ladlow, un joven que no aceptaban para apoyarla, pero en la ceremonia Mick no aguanta más y termina llevándosela antes de que pudiera casarse, de regreso Nancy molesta comienza a pelear con sus padres y termina diciéndoles que Johnny es gay, Johnny lo niega y Nancy poco después de decirlo se da cuenta de su error y les dice a sus padres que les había mentido, cuando están a solas Mick le pregunta a Johnny si lo que había dicho Nancy era verdad y que si era así él lo apoyaría y Johnny finalmente le dice a su padre que sí era gay y Mick le dice que está orgulloso de él, Linda escucha la conversación y no está de acuerdo por lo que Mick intenta hacer que Linda acepte la sexualidad de su hijo.
Poco después Mick se enfurece con Phil cuando descubre que el pub tenía un gran problema de humedad, algo que Phil no les había dicho antes de vendérselos.
En mayo del 2014 se revela que Mick en realidad era el hijo de Sihrley y no su hermano.
Mick returns to Walford weeks later, leaving Linda and Annie with Elaine in Watford. New bar manager Janine Butcher (Charlie Brooks) falls for Mick and comes to live at the Vic when she's made homeless. Mick encourages her to bond with her estranged daughter Scarlett (Tabitha Byron). Janine kisses Mick but he initially rejects her and tells her to move out because his heart is with Linda. He invites Linda to attend a New Year's Eve party at the Vic, but Janine manipulates events so Linda believes Mick does not want her to return. Mick later learns Linda has fallen off the wagon once again and she leaves him a voicemail demanding a divorce.
After a few months, Janine moves in with Mick and they begin dating, eventually leading to them becoming engaged and Janine becoming pregnant with Mick’s child. Mick marries Janine but shortly ends it after learning about Janine manipulating him and the revelations of her setting up Linda following putting her in the driving seat of a car Janine was driving and also playing a role in Annie being given to social services. Mick rekindles his relationship with Linda and both agree to try again after Mick forces Janine out. Janine escapes and gets in a car down to Dover to catch a ferry to escape the police. Janine is followed by Mick and Linda who want to bring her to justice. As Janine drives to Dover, she confronts and hurts Mick and drives off whilst Linda quickly follows and ends up in the car too, attempting to stop Janine. The car is steered off the road towards the cliff. After the car falls off the cliff and into the sea, Mick later jumps in to save Janine and their unborn baby at Linda's plea. Mick runs back to save Linda but is unaware that she escaped the car and managed to make it onshore. Mick dives back into the sea heading for the car, but does not resurface, and is presumed dead.